# Mariabrunn (Hallbergmoos)
Mariabrunn ist eine Siedlung und Gemeindeteil der Gemeinde Hallbergmoos im Landkreis Freising in Oberbayern.

## Geschichte
1926 wurden aus Teilen der Ortsfluren Oberding, Niederding und Schwaig eigene Fluren gebildet, die amtlich die Ortsnamen Franzheim und Mariabrunn erhielten. Die Umgemeindung von Mariabrunn mit damals 75 Einwohnern von Oberding nach Hallbergmoos erfolgte zum 1. April 1934. Die Ortschaft zog sich entlang der damaligen Verbindungsstraße zwischen Hallbergmoos und Freising. Beim Bau des Münchner Flughafens wurde ein Großteil der Ortschaft abgerissen, so dass Mariabrunn heute nur noch aus einer Handvoll Häusern in direkter Nähe der südlichen Start- und Landebahn besteht.